# 鲁皮
鲁皮（法語：Roupy，法語發音：[ʁupi]）是法国上法蘭西大區埃纳省的一个市镇，属于圣康坦区。

## 地理
鲁皮（49°48'44"N, 3°11'1"E）面积5.9 平方千米，位于法国上法蘭西大區埃纳省，该省份为法国北部内陆省份，北起北部省，西接索姆省和瓦兹省，东临阿登省和马恩省，西南至塞纳-马恩省，东北部与比利时接壤。
与鲁皮接壤的市镇（或旧市镇、城区）包括：埃特雷耶、弗吕基耶尔、方丹莱克莱尔、阿庞库尔、萨维、大瑟罗库尔。

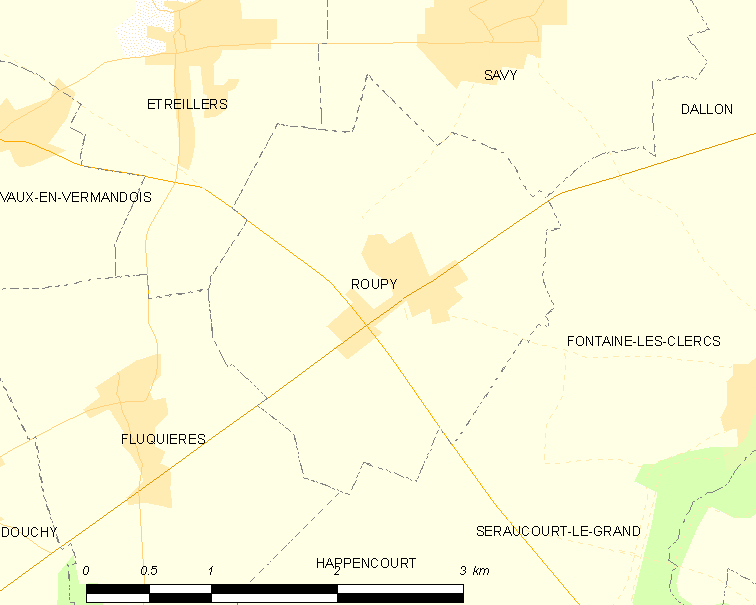
鲁皮的OSM定位图

鲁皮的时区为UTC+01:00、UTC+02:00（夏令时）。

## 行政
鲁皮的邮政编码为02590，INSEE市镇编码为02658。

## 政治
鲁皮所属的省级选区为圣康坦第一县。

## 人口

1962-2008年间鲁皮人口变化图示

鲁皮于2022年1月1日时的人口数量为238人。